# شرمن (میسیسیپی)
شرمن (به انگلیسی: Sherman) شهرکی در ایالت میسیسیپی کشور ایالات متحده آمریکا است که جمعیت آن در سرشماری سال ۲۰۱۰ میلادی، ۶۵۰
نفر بوده‌است.